# Differenza reti
La differenza reti è un criterio presente nel calcio, atto a dirimere eventuali situazioni di ex aequo in graduatoria.

## Calcolo e storia
Parametro basato sul numero di gol realizzati e subìti da una squadra nell'arco della competizione di riferimento, la differenza si esplica nella sottrazione tra la quantità di marcature all'attivo e segnature al passivo: vi sono dunque tre possibili casistiche. 
- Differenza negativa (< 0): risultato inferiore a 0 (numero negativo);
- Differenza nulla (= 0): risultato pari a 0;
- Differenza positiva (≥ 1): risultato pari o superiore a 1.

In manifestazioni strutturate con girone all'italiana, la differenza reti — sia generale che circoscritta agli scontri diretti inerenti le formazioni coinvolte — appartiene ai discriminanti che concorrono alla formulazione della classifica avulsa.
Ideato quale alternativa al quoziente reti — il cui rapporto non può essere ricavato dall'eventuale divisione per zero — il criterio risultò decisivo, tra l'altro, per l'assegnazione del titolo inglese nella stagione 2011-12: entrambe le squadre di Manchester chiusero il campionato a 89 punti, con il City premiato da una differenza di +64 contro il +56 dello United.